# Die Wasser der Hügel
Die Wasser der Hügel (L'Eau des collines) ist ein romantisches Diptychon des französischen Autors Marcel Pagnol, das im Jahr 1963 in Paris veröffentlicht worden ist. Der Titel bezieht sich auf das Wasser in den Hügeln der Provence.

## Entstehung
Der Roman setzt sich aus den beiden Büchern Jean de Florette (Jean Florette) und Manon des sources (Manons Rache) zusammen und wurde zunächst in zwei Einzelbänden veröffentlicht, bevor er außerdem in ungekürzter Gesamtfassung erschienen ist. Beide Bände können unabhängig voneinander gelesen werden, stehen aber in unmittelbarem inhaltlichem Zusammenhang. 
Als Vorlage diente Pagnol sein eigener, 1952 veröffentlichter, zweiteiliger Film Manons Rache (Manon des sources). Dieser Film, in dem Pagnols Frau Jacqueline Pagnol die Hauptrolle der Manon spielt, umfasst in seinen beiden Teilen (L'Eau des collines und Ugolin) bereits das Thema, das Pagnol später dem zweiten Teil seines Romans zugrunde legen wird. Der erste Teil des Romans bezieht sich indessen auf die Vorgeschichte und thematisiert die Ankunft der Familie Manons in den Hügeln.
Die Geschichte wurde nach Angaben Pagnols von wahren Begebnissen inspiriert, die sich allerdings nicht überprüfen ließen. Marcel Pagnol gab an, dass ihm eine ähnliche Geschichte erzählt worden sei.
Spielort der Geschichte ist ein fiktiver Ort in der Nähe von Aubagne in den 1920er Jahren. Die Landschaft ist geprägt von den Kalksteinmassiven des Garlaban und des Sainte-Baume.

## Handlung

### Erster Teil –Jean Florette
Der Steuerbeamte Jean Cadoret beschließt, seinen Beruf in der Stadt aufzugeben und mit seiner Frau Aimée, einer ehemaligen Opernsängerin, und seiner Tochter Manon auf das provenzalische Land, die Heimat seiner Mutter Florette, zu ziehen. Dort will er sich dem „Authentischen“ der Natur hingeben und eine moderne Kaninchenfarm aufbauen. Begünstigt wird der Entschluss von der Erbschaft eines Hofs, den ihm seine Mutter vermacht hat. Im Dorf wird er deshalb „Jean von Florette“ genannt.
Zur gleichen Zeit offenbart der vom Wehrdienst in sein Heimatdorf zurückgekehrte Ugolin Soubeyran seinem Onkel César, genannt „le Papet“ (provenzalisch für Großvater), dass er mit einer Nelkenaufzucht zu Reichtum kommen möchte. Überzeugt von den wirtschaftlichen Möglichkeiten des Vorhabens unterstützt der wohlhabende Onkel seinen Neffen. 
Ugolin und le Papet identifizieren in der Landwirtschaft Jean Cadorets das ideale Terrain für ihre Nelkenaufzucht, da es mit einer geeigneten Quelle ausgestattet ist. Um an den von Cadoret rechtmäßig in Besitz genommenen und mit viel Enthusiasmus meliorierten Hof zu gelangen, verstopfen sie vor dessen Ankunft die Quelle, um das Vorhaben des Zugezogenen zu sabotieren und ihn zu einem günstigen Verkauf zu drängen.
Derweil schweigen die Bewohner des Dorfes über die Existenz der Quelle und Jean Cadoret ist gezwungen, während einer Dürreperiode, die seine Zisterne ausgetrocknet hat, in mühseliger Arbeit das notwendige Wasser herbeizuschaffen. Schließlich stirbt Jean Cadoret beim Versuch, einen Brunnen zu bauen, durch herabfallende Steine infolge einer von ihm verursachten Dynamitexplosion.

### Zweiter Teil –Manons Rache
Ungefähr sechs Jahre später setzt der zweite Teil des Romans ein. Manon lebt mit ihrer Mutter und einer Bekannten in dem ihnen verbliebenen Teil der ehemaligen Besitzung. Inmitten der schroffen Landschaft wächst Manon zu einem 15-jährigen Mädchen heran. Von einem Einsiedler wird sie als 'Quellenmädchen' (Manon des sources) bezeichnet. In der Wahrnehmung der Dorfbewohner wird die junge Ziegenhüterin und Fallenstellerin zu einer geheimnisvollen Wilden stilisiert. 
Die Situation ändert sich, als Manon zufällig zwei Dorfbewohner dabei belauscht, wie sie von der Quelle auf dem ehemaligen Grundstück Jean Cadorets sprechen und sich dabei darüber wundern, wie Ugolin so kurz nach dem Tod Cadorets und dem Erwerb von dessen Hof die angeblich versickerte Quelle habe finden können. Daraufhin schwört Manon Rache an dem sie inzwischen heftig umwerbenden Ugolin. 
Allmählich und vor allem unter dem Druck einer Strafpredigt des alten Pfarrers beschäftigen sich die Dorfbewohner mit dem Schicksal Jean Cadorets. Schließlich meldet sich mit Eliacin sogar ein Augenzeuge zu Wort, der gesehen haben will, wie Ugolin und le Papet die Quelle verstopften.
In der Zwischenzeit stößt Manon zufällig auf den Ursprung der Quelle, die die gesamte Wasserversorgung auf dem Weg ins Dorf speist. Sie beschließt, diese Quelle zu verstopfen und sich so an Ugolin und den passiven Dorfbewohnern für die Qualen und den Tod ihres Vaters zu rächen. Tatsächlich versiegt der Brunnen im Dorf und die Wasserbecken der Bauern trocknen aus. In den Wirren um die Suche nach den vermeintlich Schuldigen der Katastrophe dringen die Wahrheiten über die Quelle der Camoins ans Tageslicht. Geplagt vom schlechten Gewissen sind einige bereit, Buße zu tun und Ugolin mitsamt seinem Onkel den Prozess zu machen.
Schwer getroffen von der Abweisung Manons und den Anschuldigungen im Dorf nimmt sich Ugolin das Leben und vermacht seinen gesamten Besitz Manon. Diese beschließt, unterstützt vom erst kürzlich neu eingetroffenen Lehrer, die Quelle wieder freizugeben.
Kurze Zeit später erfährt le Papet von einer alten Freundin, dass er der Vater Jean Cadorets sei. Vor vielen Jahren habe ihr Florette einen Brief anvertraut, der César während seines Militärdienstes in Afrika hätte erreichen sollen, aber nie angekommen ist. Darin gesteht Florette ihm ihre Liebe und dass sie von ihm ein Kind erwartet. Bei seiner Rückkehr aus Afrika musste sich César allerdings darüber wundern, dass Florette, die in der Nichtbeantwortung ihres Briefs eine Abweisung vermutete, sich inzwischen verheiratet hatte, um sich und ihrem Kind Jean eine Lebensgrundlage zu geben. Am Ende des Buchs stirbt le Papet, weil er ob der Tragik seiner Geschichte des Lebens müde ist. Seinen gesamten Besitz, den Besitz der Soubeyrans, vererbt er Manon.

## Hauptpersonen
| Vorname    | Nachname   | Rufname                         | Herkunft          | Beruf/Tätigkeit                     | Verwandtschaft / Charakteristik                                                                                         |
| ---------- | ---------- | ------------------------------- | ----------------- | ----------------------------------- | --- |
| Jean       | Cadoret    | Jean von Florette, der Bucklige | Crespin           | Steuerbeamter, Kaninchenzüchter     | |
| Ugolin     | Soubeyran  | Galinette                       | Bastides Blanches | Bauer, Nelkenzüchter                | Neffe von 'le Papet', 25 bzw. 30 Jahre alt                                                                              |
| César      | Soubeyran  | le Papet                        | Bastides Blanches | Weinbauer                           | Onkel von Ugolin, war in seiner Jugend mit Florette liiert, wohlhabendster Bauer des Dorfes, nähert sich den Sechzigern |
| Aimée      | Cadoret    |                                 | Crespin           | Opernsängerin                       | Ehefrau von Jean Cadoret, Mutter von Manon                                                                              |
| Baptistine |            |                                 | Piemont           | Einsiedlerin, Kräuterfrau           | Ehefrau von Giuseppe |
| Giuseppe   |            |                                 | Piemont           | Holzfäller                          | Ehemann von Baptistine                                                                                                  |
| Manon      | Cadoret    | Quellenmädchen                  | Crespin           |                                     | Tochter der Cadorets, 9 bzw. 15 Jahre alt                                                                               |
| Philoxéne  |            | Philoxéne von Clarisse          | Bastides Blanches | Bürgermeister, Tabakwarenhändler    | 47 bzw. 53 Jahre alt |
| Pamphile   |            | Pamphile von Fortunette         | Bastides Blanches | Schreiner, Zimmermann, Wagenbauer   | 35 bzw. 41 Jahre alt |
| Ange       |            | Ange von Natalie                | Bastides Blanches | Brunnenmeister                      | |
| Fernand    | Cabridan   | Großer Kopf mit kleinem Hintern | Bastides Blanches | Bauer                               | |
| Casimir    |            |                                 | Bastides Blanches | Schmied, Totengräber                | |
| Florette   | Camoins    |                                 | Bastides Blanches |                                     | Jugendliebe von 'le Papet', dann nach Crespin verheiratet                                                               |
| Bernard    | Olivier    |                                 |                   | Lehrer                              | 25 Jahre alt |
| Magali     | Olivier    |                                 | Lachau            |                                     | Mutter von Bernard |
|            | Belloiseau | Monsieur Belloiseau, der Notar  |                   | pensionierter Notariatsangestellter | |
| Delphine   |            |                                 | Bastides Blanches |                                     | alte Freundin von 'le Papet'                                                                                            |
| Marius     | Camoins    | Pique-Bouffigue                 | Bastides Blanches |                                     | Bruder von Florette |
| Martial    | Chabert    | der Bäcker                      | Bastides Blanches | Bäcker                              | |

## Deutsche Ausgabe
Die beiden Teile des Romans wurden 1964 von Pamela Wedekind übersetzt und sind seitdem in unterschiedlichen Ausgaben bei verschiedenen Verlagen sowohl einzeln als auch zusammen in einem Band erschienen. Zuletzt seit 1997 als ungekürzte Fassung in einem Taschenbuchband im Piper-Verlag.

## Adaptionen

### Verfilmung
Eine zweiteilige Verfilmung erschien 1951/52, Regie: Marcel Pagnol, Darsteller: Jacqueline Pagnol, Edmond Ardisson und andere.
Eine zweiteilige Neuverfilmung erschien 1985 unter der Regie von Claude Berri (Jean Florette, Manons Rache). In den Hauptrollen spielten Gérard Depardieu als Jean Florette, Yves Montand als César Soubeyran (le Papet) und Daniel Auteuil als Ugolin. Depardieus Frau Elisabeth spielte Aimée. Emmanuelle Béart erhielt für die Rolle als Manon einen César.

### Comic
Die Geschichte des Romans wurde 1997 von Jacques Ferrandez für einen Comic adaptiert (L'Eau des collines).

## Trivia
Jean Gionos Roman Der Hügel (1932) handelt ebenfalls von Quellen in den Hügeln der Provence, deren plötzlichem Versiegen und der Suche nach Wasser.